# 김훈 중위 사건
김훈 중위 사건(金勳 中尉 事件)은 1998년 2월 24일 대한민국 육군 보병 중위 김훈(육사 52기)이 대한민국 경기도 파주시 문산읍 판문점 공동경비구역 JSA 241 GP 3번 벙커에서 사망한 채 발견된 사건이다. 당시 김훈은 경비소대장을 맡고 있었다. 
2012년 8월 국민권익위원회는 군에 김 중위의 순직을 인정하라고 권고했고, 국방부는 2017년 8월 김 중위의 순직을 인정했다.